# Pitof
Pitof (* 4. Juli 1957 in Paris als Jean-Christophe Comar) ist ein französischer Regisseur und Visual-Effects-Produzent. Sein Pseudonym „Pitof“ hat Comar schon seit frühester Kindheit, da ihm seine Schulfreunde diesen Spitznamen gegeben haben. Er leitet sich ab von „Petit Christophe“, „Klein-Christoph“.

## Werk
Pitof begann seine Karriere als Verantwortlicher für Spezialeffekte in Videoclips für Stars wie Madonna, Lenny Kravitz oder Prince.
In den meisten Filmen, bei denen er mitgewirkt hat, war Pitof für die visuellen Effekte verantwortlich. Dazu gehörten die französischen Produktionen Asterix und Obelix gegen Caesar, Die Stadt der verlorenen Kinder, Die Besucher und Delicatessen.
Der visuell bahnbrechende Fantasy-Horrorfilm Vidocq wurde 2001 international positiv aufgenommen.
2004 erhielt sein Film Catwoman international vernichtende Kritiken. Die Hauptdarstellerin dieser Produktion Halle Berry erklärte später in einer Persiflage ihrer Oscarrede zur Verleihung der Goldenen Himbeere, bei der sie als eine der wenigen persönlich erschien: „I want to thank Warner Bros. for casting me in this piece-of-sh--, god-awful movie“.
Der im Jahr 2008 erschienene Film Fire & Ice: The Dragon Chronicles gilt neben Catwoman als sein schlechtestes Werk. Pitof legte Wert darauf, im Abspann als Jean C. Comar aufgeführt zu werden.

## Filmografie

### Regie
- 2001: Vidocq
- 2004: Catwoman
- 2008: Fire & Ice: The Dragon Chronicles (als Jean C. Comar)
- 2009: Only in New York

### Drehbuch
- 2001: Vidocq
- 2003: Le pistolet

## Auszeichnungen

### Nominierungen
- 1998: Saturn Award für den Besten Spezialeffekt
- 2002: Grand Prize of European Fantasy Film in Gold für Vidocq
- 2002: International Fantasy Film Award für Bester Film (Vidocq)

### Gewinne
- 1994: Technical Grand Prize für Beste Spezialeffekte
- 2001: Sitges – Catalonian International Film Festival für Bester Film und Beste Visualeffekte (beides Vidocq)
- 2002: Grand Prize of European Fantasy Film in Silver für Vidocq
- 2005: Goldene Himbeere für Catwoman